# Тутковский, Николай Аполлонович
Николай Апполонович Тутковский (5 февраля 1857, Липовец, Киевская губерния — 15 февраля 1931, Киев) — российский композитор, пианист, историк музыки и музыкальный педагог.

## Биография
Музыкальное образование получил в Киевском музыкальном училище при РМО, изучал игру на фортепиано у В. Пухальского и теорию музыки у А. Казбирюка. По окончании училища в 1880 году на следующий год успешно сдал экзамен на присуждение звания свободного художника в Санкт-Петербургской консерватории.
В 1881—1890 годах преподавал фортепиано в Киевском музыкальном училище, в 1888—1990 годах преподавал также историю музыки. В 1893 году открыл собственную музыкальную школу в Киеве, просуществовавшую до 1930 года. Выступал в ряде местных изданий со статьями о музыке, неоднократно принимал участие как пианист в симфонических и камерных концертах.
После установления советской власти продолжал трудиться, в 1920 году был назначен профессором Киевской консерватории, в 1923 году перешёл в Киевский музыкальный техникум, в котором в том же звании преподавал до 1929 года. В 1924 году был удостоен звания Героя труда. Был похоронен на Байковом кладбище.
Главные его сочинения — симфония, «Pensée élégiaque» и «Bacchanale bohemienne» для оркестра, хоры, романсы и фортепианные пьесы, опера «Буйный ветер». Его перу также принадлежит учебник «Руководство к изучению гармонии» (1905).